# Franz Allemann (Bauingenieur)
Franz Allemann (* 26. April 1838 in Solothurn; heimatberechtigt in Welschenrohr; † 3. Februar 1905 in Bern) war ein Schweizer Bauingenieur.

## Leben und Wirken
Franz Allemann war Sohn des Franz Josef Allemann und der Maria Magdalena geborene Thalmann. Er heiratete 1871 Anna Maria, Tochter des Kaufmanns Urs Viktor Gisi. Nach der Mittelschule in Lausanne besuchte er die Fachlehrerabteilung am Polytechnikum Zürich.

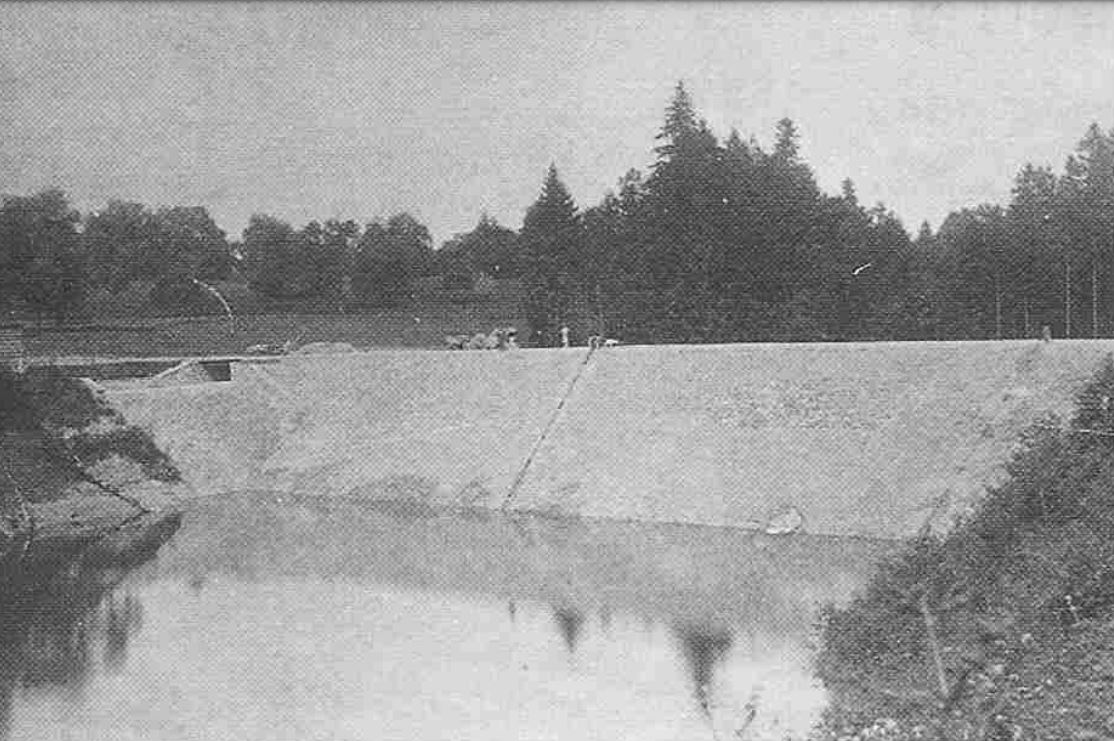
Staudamm am Aabach vor dem Einstau 1883

Nach dem Studium war Allemann beim Bau der Bahnlinie von Bern nach Biel und verschiedenen Strassenbauten in Graubünden tätig. Von 1873 bis 1881 war er Ingenieur bei der Stadt Aarau. Er verwirklichte dort unter anderem den Gewerbekanal und wandte sich dem Wasserbau zu. Dem Bau des Druckwasserwerks Aabach (1881–1883) in Horgen folgten weitere Kraftwerke am Zürichsee und im Glarnerland. Von 1885 bis 1890 wirkte Allemann bei der Korrektion der Aare bei Döttingen und Klingnau. Anschliessend entstanden bis 1894 der Schifffahrtskanal und die Hafenanlagen von Interlaken. Nach Bauten für die Gesellschaft für Holzstofffabrikation am Rhein und in Italien und dem Elektrizitätswerk in Albbruck projektierte er zuletzt die Regulierung der Aare bei Bern.

## Belege
1. 1 2  Thomas Fuchs: Franz Allemann. In: Historisches Lexikon der Schweiz.  5. Juni 2001.

| Personendaten    | Personendaten          |
| ---------------- | ---------------------- |
| NAME             | Allemann, Franz        |
| KURZBESCHREIBUNG | Schweizer Bauingenieur |
| GEBURTSDATUM     | 26. April 1838         |
| GEBURTSORT       | Solothurn, Schweiz     |
| STERBEDATUM      | 3. Februar 1905        |
| STERBEORT        | Bern, Schweiz          |